# 2015 في نيبال
فيما يلي قوائم الأحداث التي وقعت خلال عام 2015 في نيبال.

## أحداث
- 25 أبريل – زلزال نيبال 2015
- 12 مايو – زلزال نيبال مايو 2015

## سياسة

### تعيين في المنصب
- 29 أكتوبر – بيديا ديفي بنداري قائمة رؤساء نيبال.

## وفيات

### سبتمبر
- 3 سبتمبر – شاندرا بهادور دانغي (مواليد 1939)